# Киселівська сільська територіальна громада
Киселівська сільська територіальна громада — територіальна громада в Україні, в Чернігівському районі Чернігівської області. Адміністративний центр — село Киселівка.
Утворена 11 вересня 2019 року шляхом об'єднання Боромиківської та Киселівської сільських рад Чернігівського району.
Відповідно до розпорядження Кабінету Міністрів України № 730-р від 12 червня 2020 року «Про визначення адміністративних центрів та затвердження територій територіальних громад Чернігівської області», до складу громади були включені території Вознесенської, Петрушинської та Терехівської сільських рад Чернігівського району .

## Населені пункти
До складу громади входять 15 сіл: Березанка, Боромики, Брусилів, Вознесенське, Киселівка, Кобилянка,  Малинівка, Моргуличі, Новоселівка, Петрове, Петрушин, Снов'янка, Стаси, Терехівка та Товстоліс.

## Старостинські округи
- Боромиківський (села Боромики, Снов'янка, Петрове, Моргуличі)
- Вознесенський (села Вознесенське, Новоселівка)
- Терехівський (села Терехівка, Малинівка, Стаси, Товстоліс, Петрушин)[3]